# Eucalyptus loxophleba
Eucalyptus loxophleba é uma espécie de árvore ou mallee endêmica do oeste da Austrália. Possui casca áspera no tronco, casca lisa de tonalidade oliva a marrom-acobreada na parte superior, folhas adultas em forma de lança, gomos florais agrupados em conjuntos de sete a onze, flores brancas e frutos cônicos.

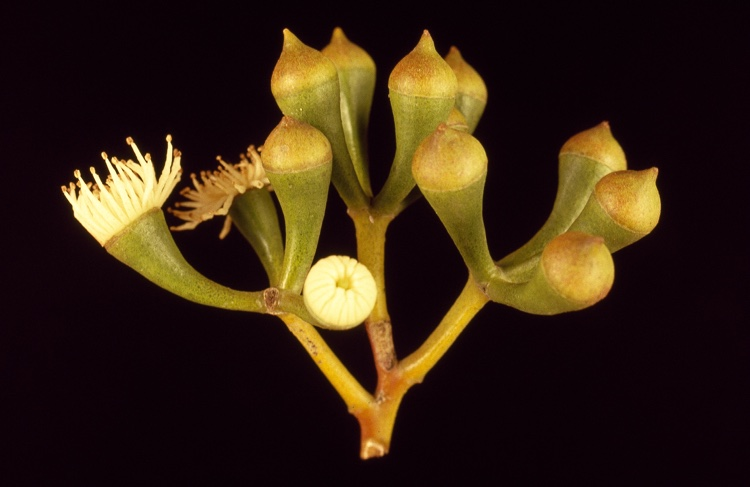
Gomos florais

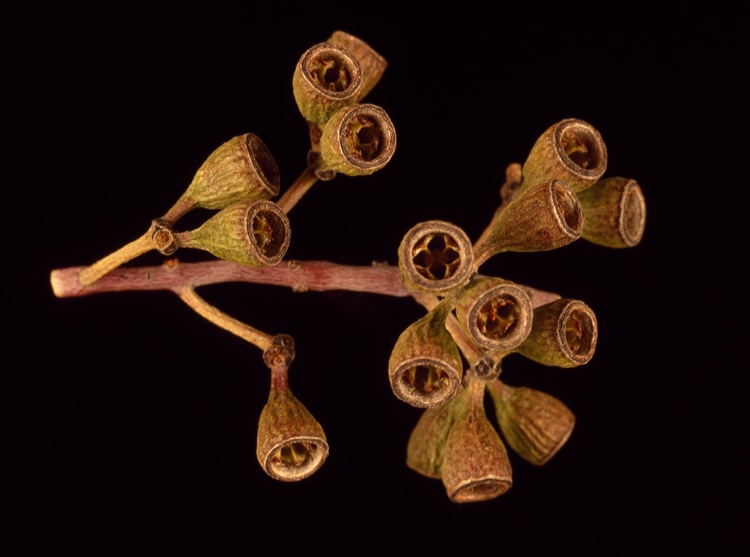
Frutos

## Descrição
O Eucalyptus loxophleba pode se apresentar como mallee ou árvore, alcançando geralmente entre 5 e 15 metros de altura, e desenvolve um lignotúber. Seu tronco tem cerca de 0,6 metro de diâmetro, com quantidades variáveis de casca áspera, fibrosa ou lisa, dependendo da subespécie. Na parte superior, a casca é lisa, variando entre cinza-marrom e tons acobreados. Plantas jovens e brotos de talhadia exibem folhas glaucas, de formato triangular, oval ou quase circular, medindo de 45 a 100 mm de comprimento por 35 a 90 mm de largura. As folhas adultas são lanceoladas a curvas, brilhantes e verde-escuras em ambos os lados, com 70 a 155 mm de comprimento e 10 a 20 mm de largura, afilando-se em um pecíolo de 10 a 25 mm. Os gomos florais se organizam nas axilas das folhas em grupos de sete, nove ou onze, sustentados por um pedúnculo não ramificado de 5 a 15 mm, com cada gomo preso a pedicelos de 1 a 5 mm. Os gomos maduros têm formato oval a periforme, com 5 a 8 mm de comprimento e 3 a 4 mm de largura, apresentando uma caliptra arredondada. A floração ocorre em diversos meses do ano, produzindo flores brancas. Os frutos são cápsulas lenhosas e cônicas, com 4 a 8 mm de comprimento e 4 a 6 mm de largura, e válvulas posicionadas abaixo do nível da borda.

## Taxonomia e nomenclatura
O Eucalyptus loxophleba foi descrito formalmente em 1867 por George Bentham no terceiro volume da obra Flora Australiensis [en].
Em 1903, William Vincent Fitzgerald [en] propôs o nome Eucalyptus foecunda var. loxophleba, mas essa nomenclatura não é reconhecida pelo Censo Australiano de Plantas [en].
Foram registrados híbridos com E. absita [en] e E. wandoo.
O epíteto específico loxophleba deriva do grego loxos ("transversal") e phleps phlebos ("veia"). Os povos Noongar chamam a árvore de daarwet, goatta, twotta ou yandee, sendo este último amplamente utilizado.
Em 1972, Murray Ian Hill Brooker descreveu as subespécies gratiae e loxophleba, enquanto em 1992, Lawrence Alexander Sidney Johnson e Ken Hill [en] descreveram as subespécies lissophloia e supralaevis. Todas as quatro subespécies são aceitas pelo Censo Australiano de Plantas:
- Eucalyptus loxophleba subsp. gratiae Brooker[18] é uma árvore com casca lisa e brilhante, e folhas, gomos e frutos maiores que os da subespécie autônoma loxophleba.[17]

- Eucalyptus loxophleba subsp. lissophloia L.A.S.Johnson & K.D.Hill[19] é um mallee com casca predominantemente lisa.[17]

- Eucalyptus loxophleba subsp. loxophleba Benth.[20] é uma árvore com casca áspera do tronco aos ramos menores.[17]

- Eucalyptus loxophleba subsp. supralaevis L.A.S.Johnson & K.D.Hill[21] é uma árvore com casca áspera na base do tronco e casca lisa nos ramos maiores e, frequentemente, na parte superior do tronco.[17][22]

## Distribuição e habitat
Florestas de E. loxophleba estão presentes em uma ampla faixa da Austrália Ocidental, desde a região Mid West, ao sul pelo Wheatbelt [en], até o leste na região de Goldfields-Esperance. A espécie cresce em afloramentos rochosos, planícies, encostas, topos de colinas, perto de lagos salgados e ao longo de linhas de drenagem. Adapta-se a diversos tipos de solo, como solos rochosos, areias ou argilas arenosas sobre laterita, diábase ou granito. Foi registrada como comum nos arredores do assentamento inicial de York e em áreas próximas a Bolgart [en], Toodyay [en], Northam [en], e de Narrogin [en] a Broomehill [en].
A subespécie gratiae ocorre entre Dumbleyung [en] e Lake King [en]; a subespécie loxophleba aparece de Moora [en] a Bruce Rock e Chillinup, no rio Pallinup [en]; a lissophloia é encontrada mais no interior, entre Bencubbin [en], Merredin [en], Lage Minigwal, Coonana [en] e o Parque Nacional Peak Charles [en]; e a supralaevis ocorre em áreas mais ao norte, entre o Rio Murchison [en], Dongara [en], Lago Barlee [en], a Cordilheira Die Hardy e Wongan Hills [en].

## Estado de conservação
Este eucalipto é classificado como "não ameaçado" no oeste da Austrália pelo Departamento de Parques e Vida Selvagem da Austrália Ocidental.

## Ecologia
Cavidades em árvores vivas ou mortas com circunferência a altura do peito superior a 500 mm são conhecidas como locais de nidificação para seis espécies de cacatua-preta, duas das quais são espécies em perigo, incluindo a cacatua-negra-de-carnaby. Essas aves utilizam tais locais, em florestas ou bosques, como habitat de reprodução. A cacatua-negra-de-carnaby também se alimenta das flores e sementes da árvore, além de usá-la como local de descanso.

## Usos
Populações naturais de E. loxophleba crescem em áreas afetadas pela salinidade de terras secas. Todas as quatro subespécies podem ser usadas na recuperação dessas áreas, mas a subespécie lissophloia é mais cultivada por seu potencial como mallee oleífero. Essa subespécie também foi introduzida nos estados do leste da Austrália para sequestro de carbono. Historicamente, a madeira da subespécie loxophleba era utilizada por carroceiros e artesãos semelhantes.

O cerne da árvore é amarelo-acastanhado, duro e resistente, com grãos entrelaçados. A densidade da madeira verde é de cerca de 1185 kg/m³, enquanto a densidade ao ar seco é aproximadamente 1060 kg/m³.

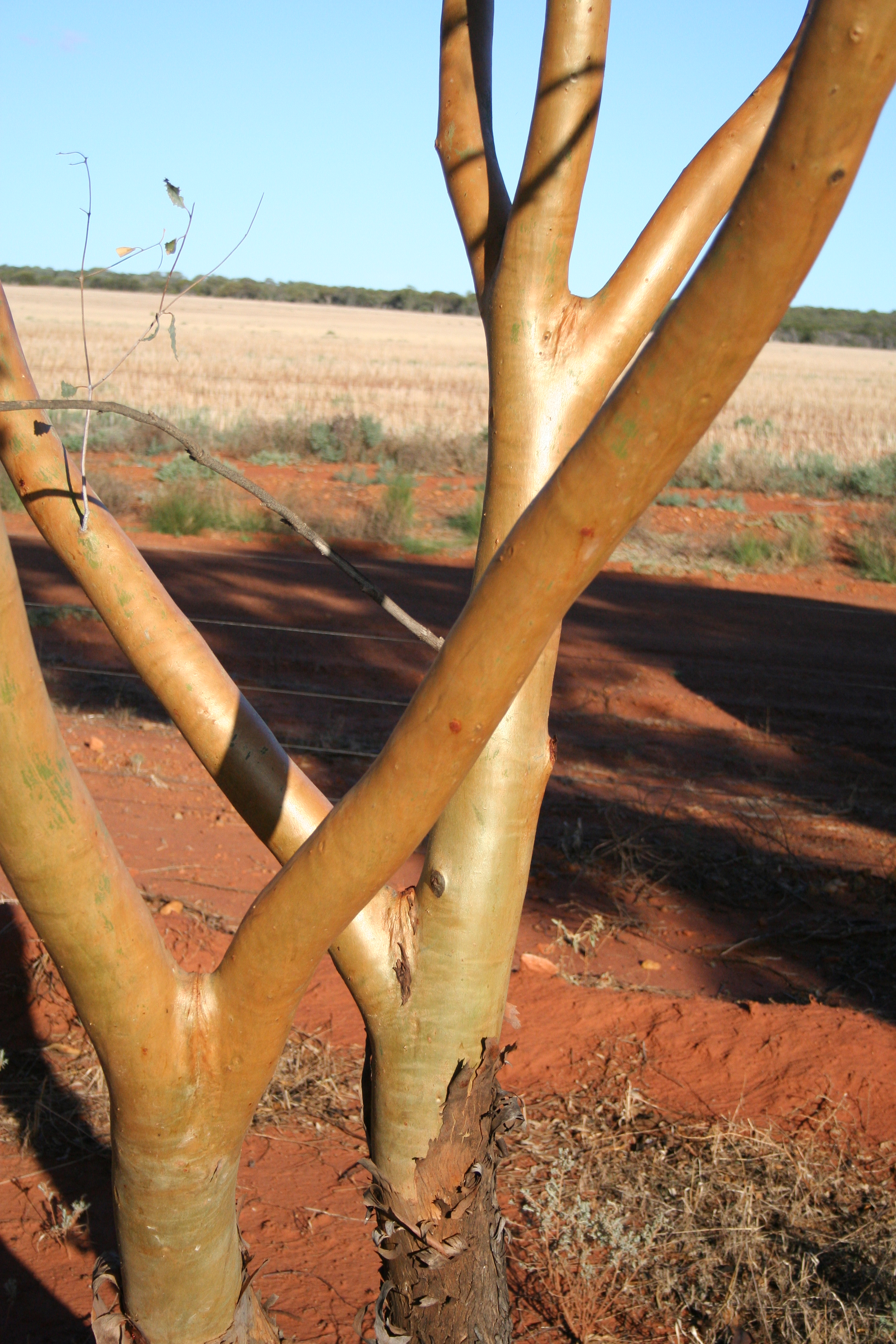
Detalhes do tronco
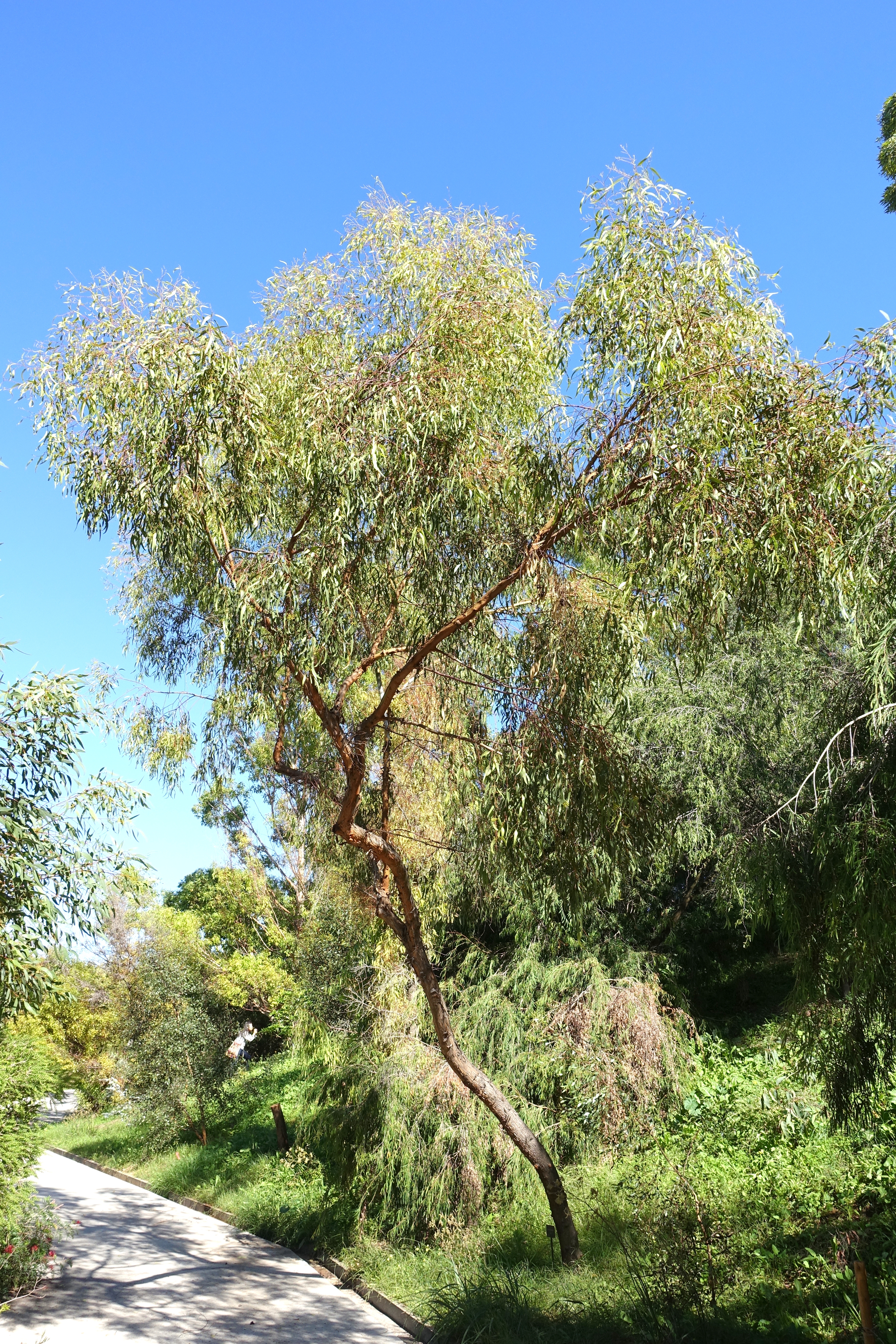
Espécime cultivado no Ken Hill [en]
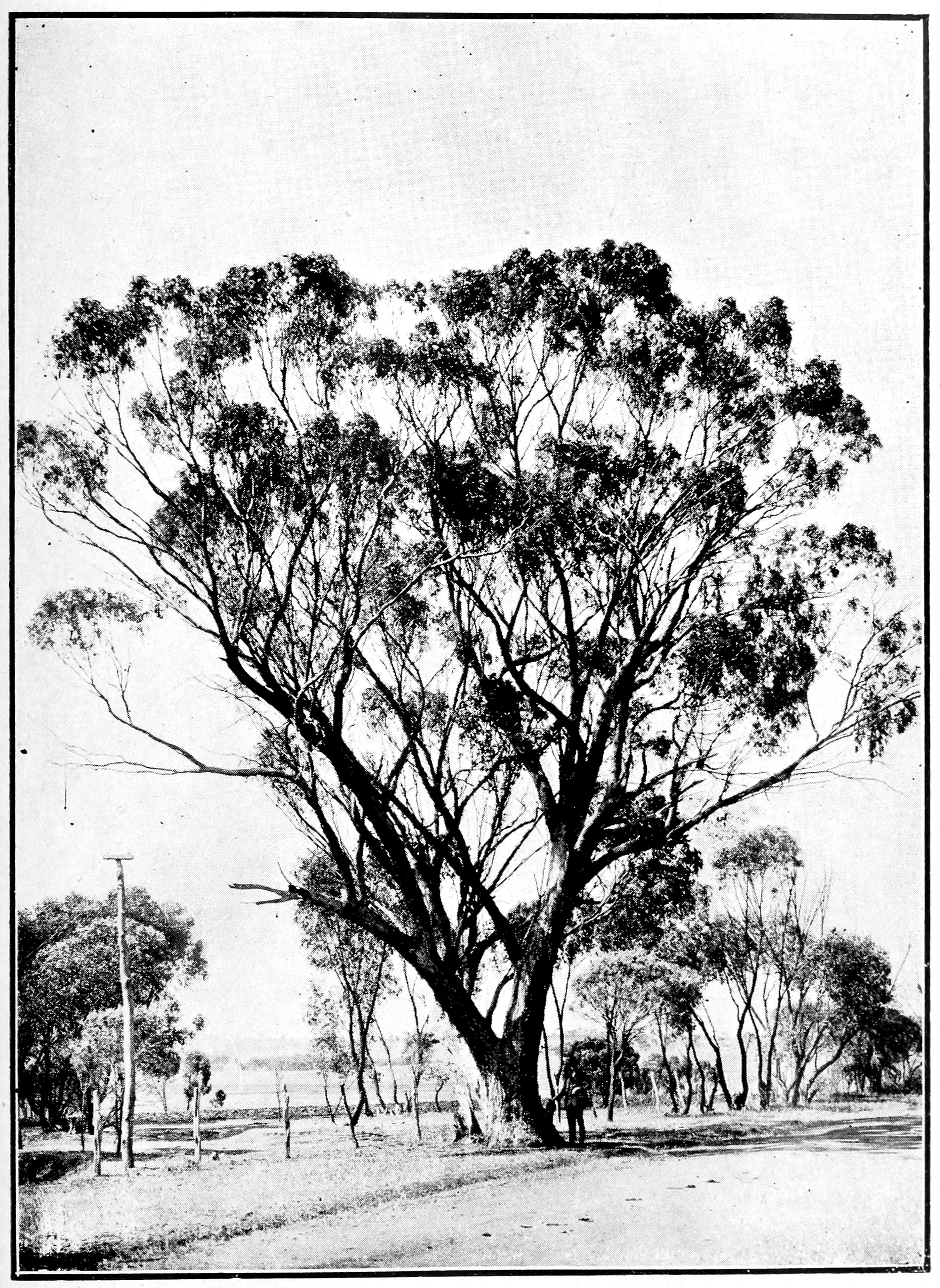
Árvore madura com homem à beira da estrada, por volta de 1920